# Pectoral d'or de Tovsta Mohyla

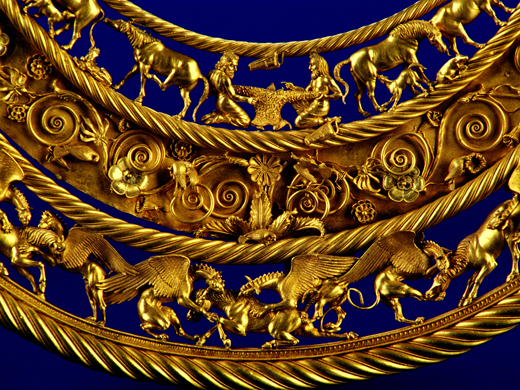
Fragment de pectoral

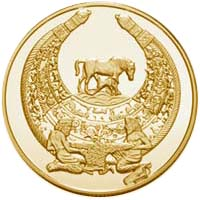
Pièce de monnaie de la BNU (banque nationale d'Ukraine) dédiée au pectoral

Pectoral d'or de Tovsta Mohyla ou simplement le Pectoral doré est un pectoral datant du ive siècle av. J.-C., attribuée à un souverain scythe.
Poids — 1148 g, diamètre — 30,6 cm, réalisé en or de titre 958. Techniques de fabrication: fonte à la cire perdue, ciselure, gaufrage, gravure, filigrane, brasage, incrustation d'émail polychrome.
Selon les chercheurs, le pectoral a été réalisé par des maîtres[Selon qui ?] toreutes grecs sur commande de l’aristocratie scythe, au cours du deuxième quart du IVe siècle av. J.-C., dans des ateliers d’orfèvrerie situés à Athènes ou à Panticapée.
Le pectoral a été découvert à 14 h 30 le 21 juin 1971, lors de fouilles archéologiques du tombeau central du kourgane (colline) scythe de Tovsta Mohyla, près de la ville de Pokrov, dans l’oblast de Dnipropetrovsk. L’expédition était dirigée par l’archéologue Borys Mozolevsky, assisté par Yevhen Chernenko. Les archéologues mirent au jour de nombreuses parures en or dans deux tombes funéraires, parmi lesquelles figurait le pectoral. Celui-ci, accompagné d’un glaive en fer dans un fourreau orné d’une plaque d’or, de restes d’un fouet et d’un gorytos, fut retrouvé dans un court couloir reliant la chambre funéraire au puits d’accès.
Le Musée national de l'histoire de l'Ukraine a proclamé le 21 juin Journée pectorale.

## Iconographie du pectoral
La pectorale en or de Tovsta Mohyla est un chef-d’œuvre inégalé de l’art gréco-scythe. De forme semi-circulaire, elle se compose de trois registres, séparés les uns des autres par quatre tubes creux épais, torsadés en forme de corde et ornés de pseudo-granulations.
Le registre supérieur présente plusieurs scènes distinctes. Le thème principal de cette parure pectorale cérémonielle est la scène centrale de la frise supérieure: deux hommes à demi nus tendent une peau entre leurs bras, se préparant à une sorte de rituel. À gauche et à droite de cette scène centrale se trouvent des vaches et des chevaux avec leurs petits, et derrière eux sont représentés des serviteurs scythes: l’un trait une brebis, l’autre une vache, tenant respectivement un pot en terre cuite et une petite amphore.
Le registre inférieur illustre diverses scènes de combat et de chasse impliquant des animaux sauvages et fantastiques. La frise intermédiaire, quant à elle, est composée de figures d’oiseaux parmi des tiges d’acanthe et des fleurs.
Les frises supérieure et inférieure de la pectorale présentent une structure ajourée. Les figurines humaines et animales qui les composent sont réalisées selon la technique de la cire perdue. Ce sont de petites sculptures en haut-relief, dont seule la face intérieure est plane. La frise médiane est disposée sur un fond en fine plaque d’or en forme de croissant de lune, soudée aux deux tubes creux centraux. Les figures en volume des oiseaux sont fixées à l’aide de petites chevilles parmi les rameaux. Les pétales de certaines fleurs sont recouverts d’émail coloré.
Les extrémités des tubes, dans la partie supérieure de la pectorale, sont réunies par des douilles trapézoïdales plates, ornées de trois bandes décoratives: des fleurs de lotus, des palmettes rayonnantes, des oves et une fine tresse torsadée. À ces douilles sont attachés, par des chevilles, des fermoirs en forme de têtes de lions, prolongés de courtes lanières aux entrelacs complexes. Ces dernières sont insérées de part et d’autre dans deux douilles rectangulaires: la supérieure est décorée de fleurs de lotus et de palmettes rayonnantes, la inférieure d’une bande florale. Chaque gueule de lion est pourvue d’un anneau soudé.  
De nombreuses interprétations ont été proposées concernant la pectorale en or de Tovsta Mohyla, s’appuyant sur sa stylistique, la diversité des figures et des motifs représentés, et en particulier sur la sémantique des scènes figuratives.    
L’œuvre est conservée dans le Musée du Trésor national de l’histoire de l’Ukraine à Kyïv et fait partie du Fonds historique des métaux précieux et des pierres précieuses d’Ukraine.

## Représentation dans la culture
En 2003, la Banque nationale d’Ukraine a émis une pièce en or intitulée «Pectorale», faisant partie de la série «Trésors spirituels de l’Ukraine».